# Stephen Gostkowski
(en) Statistiques sur pro-football-reference
Stephen Carroll Gostkowski, né le 28 janvier 1984 à Bâton-Rouge, est un joueur américain de football américain qui a évolué au poste de kicker pendant quinze saisons dans la National Football League (NFL).
Il est sélectionné au quatrième tour lors de la draft 2006 de la NFL par la franchise des Patriots de la Nouvelle-Angleterre où il reste jusqu'en 2019. Il joue ensuite en 2020 avec les Titans du Tennessee avant de prendre sa retraite de la NFL en 2022.
Stephen Gostkowski a été le kicker le plus précis de l'histoire des Patriots et, fin de saison 2017, le troisième de la NFL. Il est le deuxième kicker à inscrire 500 points dès sa quatrième saison dans la ligue et le premier à marquer 1 000 points lors de ses huit premières saisons alors qu'il a manqué la saison 2010 pour une blessure à la jambe. Il a mené le classement des kickers les plus prolifiques de la NFL lors des saisons 2008, 2012, 2013, 2014 et 2015, devenant le premier joueur à dominer ce classement plus de deux saisons de suite depuis la fusion de la NFL avec l'American Football League au début des années 1970. En 2014, il devient également le meilleur marqueur de points au pied des Patriots, dépassant Adam Vinatieri. Il détient également le record d'extra points consécutifs marqués sans un échec.

## Sa jeunesse
En 2002, Gostkowski obtient son graduat à la Madison Central High School de Madison dans le Mississippi. Lors de son passage dan ce lycée, il obtient quatre lettres universitaires tant en football américain qu'en football (soccer) et trois en baseball. Il est honoré de l'état (All-State) dans ces trois sports. Gostkowski y détient le record du plus long field goal réussi (55 yards). Il avait comme coéquipiers dans ce lycée, Parys Haralson (en)  joueur des 49ers et Chris Spencer ancien centre des Titans. Son surnom le plus commun en grandissant était "Beav". Il avait perdu deux dents de devant en jouant au hockey et avait reçu de fausses dents trop grosses pour les remplacer. À Memphis, il a été surnommé "Gotti" par l'entraîneur-chef des Tigers, Tommy West, car celui-ci ne parvenait pas à prononcer Gostkowski correctement.

## Carrière universitaire
Gostkowski intègre l'Université de Memphis où il joue pour les Tigers de Memphis, Il étudie l'exercice et la science du sport. Gostkowski reçoit une bourse sportive pour y jouer au base-ball et était remplaçant pour l'équipe de football (soccer). Il termine sa carrière universitaire avec un bilan de 369 points inscrits, record de l'université,le 13e de l'histoire de la Division I de NCAA, réussissant 70 field goals sur 92 et 159 extra points sur 165 (PATs). Ces 70 FGs et 159 PATs détrônent les records de l'université jusque là détenus par Joe Allison (1990–1993). Il est sélectionné dans l'équipe type All-Conference USA lors de ses années junior et senior et est nommé meilleur joueur de la saison 2005 en équipes spéciales de la Conference USA.

## Carrière professionnelle

### Patriots de la Nouvelle-Angleterre

#### Saison 2006
Stephen Gostkowski est sélectionné au 118e choix de la draft 2006 de la NFL par les Patriots de la Nouvelle-Angleterre. Alors qu'Adam Vinatieri vient de quitter les Patriots pour les Colts d'Indianapolis, le débutant Gostkowski est en compétition avec Martín Gramática (en) pour le poste de kicker dans l'effectif. Lors des matchs de préparation à la saison 2006, Gostkowski ne rate aucun botté et gagne le poste de titulaire. Gramática est libéré de son contrat.
Le 26 novembre 2006, Gostkowski inscrit un field goal de 54 yards contre les Giants de New York au Gillette Stadium, le plus lointain field goal jamais réalisé dans ce stade. Sa saison débutante est cependant compliquée. Il se fait contrer à deux reprises et rate un extra point lors de la semaine 17. Il finit la saison avec 103 points inscrits, avec un 20 sur 26 aux field goals et 43 extra points.
Pendant les séries éliminatoires, il convertit tous ses bottés, et notamment :
- trois field goals de 20, 40 et 28 yards contre les Jets de New York[11] ;
- trois autres contre les Chargers de San Diego[12] dont un botté de 50 yards, le plus long field goal en match éliminatoire de l'histoire des Patriots ;
- deux autres contre les Colts d'Indianapolis[13].

#### Saison 2007
Lors de la saison 2007, Stephen Gostkowski bat le record du plus grand nombre d'extra points en une saison avec 74 réussites en 74 tentatives. Il bat ainsi plusieurs records, celui du nombre d'extra points tentés, le nombre d'extra points réussis, et la série consécutive de réussite d'extra points sans échec. Il rate un field goal en série éliminatoire contre les Jaguars de Jacksonville.

#### Saison 2008
Tom Brady se blesse lors du premier match de la saison et cela modifie la production du kicker Gostkowski. Lors de la semaine 2 contre les Jets de New York, il est sollicité à quatre reprises pour des field goals de 21, 37, 28 et 27 yards qu'il réussit. Il est nommé meilleur joueur des équipes spéciales en conférence AFC lors du mois d'octobre. En semaine 16, il bat son record de points en carrière avec 17 unités : 4 sur 4 au field goals et 5 sur 5 aux extra points. Il termine la saison 2008 avec 34 field goals, record de la franchise des Patriots qui était détenu par Tony Franklin (en) avec 32 en 1986. En décembre, il est sélectionné pour la première fois au Pro Bowl contre le kicker de l'AFC. L'Associated Press le choisit également comme meilleur kicker dans l'équipe de l'année.

#### Saison 2009
Le kicker des Patriots remporte le prix de joueur d'équipe spécial de la semaine en 9e semaine après avoir marqué 4 field goals contre les Dolphins de Miami. Il termine la saison 2009 avec 26 field goals réussis sur 31 tentatives soit une réussite de 83,9 %. Il ne manque aucun des 47 extra points tentés.

#### Saison 2010
Le contrat de Gostkowski avec les Patriots expire à la fin de la saison 2009 mais du fait de la nouvelle convention collective signée entre la NFL et la NFLPA, il devient un agent libre restreint. Les Patriots lui offrent 1 759 000 dollars pour la saison 2010 et le joueur accepte la proposition le 17 avril. Le 26 août 2010, il signe une prolongation de contrat de quatre années supplémentaires de 2011 à 2014 pour un total de 14 millions de dollars dont 5 millions garantis.
Le début de saison n'est pas bon pour le kicker qui rate trois de ses quatre premiers coups de pied. Lors de la semaine 4, il réalise 5 touchbacks contre les Dolphins de Miami. Deux semaines plus tard, il inscrit un field goal décisif contre les Ravens de Baltimore pour une victoire 23 à 20 pour les Patriots. Au début du mois de novembre, il se blesse au quadriceps et la blessure met fin à sa saison. Il est remplacé par le vétéran Shayne Graham (en).

#### Saison 2011
Au début de la saison 2011, Gostkowski a de la concurrence pour la première fois depuis sa première année dans la ligue. Cependant, l'autre kicker Chris Koepplin (en), est relâché avant le début de la saison. Stephen Gostkowski termine l'année avec 143 points, marquant 28 de ses 33 field goals. Il marque au moins 5 points dans toutes les rencontres de l'année.

#### Saison 2012
Lors de la saison 2012, Gostkowski réussi 66 extra points (sur 66) et 29 des 35 field goal tentés. En 11e semaine, lors de la victoire 59 à 24 contre les Colts d'Indianapolis, il égalise sa meilleure performance de carrière en réussissant 8 extra points et 1 field goal de 31 yards. Avec 153 points marqués, il est le meilleur marqueur de la saison 2012.

#### Saison 2013
Lors de la semaine 12 contre les Broncos de Denver de Peyton Manning, Gostkowski inscrit un field goal décisif en prolongations. Contre les Colts d'Indianapolis en finale de division, il remplace Ryan Allen au poste de punter, celui-ci s'étant blessé pendant la partie.

#### Saison 2014
Lors d'une rencontre d'avant saison, Gostkowski réalise un field goal de 60 yards contre les Panthers de la Caroline. Lors de la semaine 15, il bat le record de points en carrière avec les Patriots détenu par le précédent kicker Adam Vinatieri. Il termine la saison avec un taux de réussite des field goals de 94,6 % (35 sur 37) et est sélectionné pour la troisième fois de sa carrière au Pro Bowl. Lors du Super Bowl, il marque les 4 extra points et remporte sa première bague de champion de la NFL;

#### Saison 2015
Lors de la troisième semaine de la saison 2015, Gostkowski bat le précédent record de Matt Stover d'extra points réussis consécutivement avec 423. Il est nommé meilleur joueur des équipes spéciales du mois de septembre. Il inscrit un field goal de 57 yards contre les Cowboys de Dallas à l'AT&T Stadium en semaine 5, également le record de franchise de Vinatieri. Il marque également des coups de pied de 52 yards contre Dolphins de Miami et de 54 yards pour la victoire conte les Giants de New York. Il termine la saison avec 151 points inscrits, dépassant pour la quatrième fois consécutive les 150 points en une saison. Il est le seul à avoir réalisé cette performance lors de plus d'une saison. Il est sélectionné pour le Pro Bowl et est nommé meilleur kicker de la saison par l'AP, recevant 47 des 50 votes.
Lors du match de championnat AFC contre les Broncos de Denver, il rate un extra point, le premier depuis 2006 et seulement le deuxième de sa carrière. Il met ainsi fin à 523 extra points réussis consécutivement.

#### Saison 2016
En 6e semaine contre les Bengals de Cincinnati, Gostkowski manque un extra point ce qui met un terme à sa série en cours de 479 EP consécutifs réussis.
En 13e semaine, Gostkowski converti deux extra points et réussi 4 field goals (dont 3 de plus de 45 yards), ce qui lui vaut d’être élu meilleur joueur des équipes spéciales de la semaine.
En fin de saison régulière, il est classé 8e kicker de la NFL avec 127 points marqués (27/32 field goals et 46/49 extra points). C'est la première fois depuis 2011 qu'il ne remporte pas ce classement.
Pendant les playoffs 2017, Gostkowski apparaît en compagnie d'Odell Beckham Jr. et Antonio Brown dans une publicité de la marque Pepsi.
Il devient le premier placekicker d’une équipe gagnante d'un Superbowl à ne pas y avoir inscrit d'extra points. En effet, lors du Super Bowl LI contre les Falcons d'Atlanta, Gostkowski manque l'extra point lors du premier touchdown inscrit par les Patriots. Son équipe tente ensuite une conversion à deux points lors de ses 2e et 3e touchdowns. Son équipe inscrit un 4e et ultime touchdown en prolongation mais celui-ci leur donne la victoire sans qu'il soit nécessaire de botter l'extra point. Il avait néanmoins contribué à la victoire des Patriots, inscrivant un field goal de 41 yards dans le second quart-temps et un field goal de 33 yards lors du dernier quart-temps.

#### Saison 2017
En 4e semaine lors de la défaite 33 à 30 contre les Panthers de la Caroline, Gostkowski inscrit un field goal de 58 yards. Il établit ainsi un nouveau record de sa franchise battant celui des 57 yards qu'il partageait avec Adam Vinatieri. Il améliore encore ce record en inscrivant un field goal de 62 yards en onzième semaine lors du match de la série internationale joué à Mexico contre les Raiders d'Oakland en toute fin de première mi-temps. Ce botté est considéré comme le 6e (à égalité) plus long field goal de l'histoire de la NFL. Inscrivant 4 field goals lors de ce match, il est élu meilleur joueur des équipes spéciales AFC de la semaine.
En fin de saison régulière 2017, Gostkowski aura inscrit 45/47 extra points et 37/40 field goals. Avec 156 points marqués, il termine second au classement des points inscrit par un joueur NFL sur la saison derrière Greg Zuerlein des Rams de Los Angeles. C'est la 5e fois de sa carrière que Gostkowski dépassait les 150 points.
Gostowski joue le Super Bowl LII (son cinquième super bowl) égalant la performance de son ancien coéquipier Adam Vinatieri. Les Patriots perdent néanmoins 33 à 41 contre les Eagles de Philadelphie, Gostowski manquant un field goal et un extra point dans le second quart-temps.

#### Saison 2018
Gostkowski termine sixième meilleur botteurs de la ligue avec 130 points marqués. Il établit également le record de participation par un kicker au Super Bowl (6), l'ancien record (5) étant détenu par l'ex-Patriots Adam Vinatieri. 
Au Super Bowl LIII joué et gagné 13-3 avec les Patriots contre les Rams de Los Angeles, Gostkowski inscrit deux field goal sur les trois tentés dont un de 41 yards alors qu'il reste moins de deux minutes à jouer, mettant fin à tout suspens,.

#### Saison 2019
Le 9 avril 2019, Gostkowski signe une prolongation de contrat de deux ans avec les Patriots pour un montant de 8,5 millions de dollars .
Le 2 octobre 2019, à la suite d'une blessure à la hanche gauche, Gostkowski est placé sur la liste des réservistes blessés pour la deuxième fois en 14 ans de carrière. Mike Nugent est signé comme son remplaçant mais sera finalement libéré. C'est Nick Folk qui est amené à assumer le rôle de botteur de l'équipe  mais il est également libéré et remplacé par Kai Forbath .
Le 23 mars 2020, Gostkowski est libéré après 14 saisons jouées avec les Patriots .

### Titans du Tennessee

#### Saison 2020
Le 3 septembre 2020, les Titans du Tennessee engagent Gostkowski. Il avait été coéquipier de l'entraîneur principal Mike Vrabel de 2006 à 2008 alors que Vrabel jouait au poste de linebacker pour les Patriots. Lors de leur premier match de la saison contre les Broncos de Denver, Gostkowski rate trois field goal ainsi qu'un pount de conversion. Néanmoins, alors qu'il ne reste que quelques secondes à jouer, il réussit un field goal qui donne la victoire aux Titans (16–14). Contre les Jaguars de Jacksonville en 2e semaine, Gostkowski réussit 3 des 4 points de conversion tentés et deux field goal dont un de 49 yards en fin de quatrième quart-temps. Il est également décisif lors du 3e match contre les Vikings du Minnesota en réussissant six field goal dont le dernier décisif (55 yards) en fin de quatrième quart-temps. Il est désigné meilleur joueur AFC de la semaine des équipes spéciales à la suite de cette performance
. Le 1er octobre 2020, il est également désigné meilleur joueur AFC du mois de septembre des équipes spéciales
. Le 25 octobre 2020, Gostkowski manque un field goal de 45 yards à 19 secondes de la fin du match et qui aurait permis aux Titans d'égaliser au score (défaite 24–27 contre les Steelers de Pittsburgh),.
Gostkowski ne rate qu'un seul des neuf field goals tentés au cours du reste de la saison régulière (semaines 9 à 16). Il ne joue pas en 17e semaine congre les Texans car placé sur la liste des réservistes testés positifs au Covid-19 et est remplacé par le rookie Sam Sloman (en). Les Titans remportent le titre de la Division AFC South avec un bilan de 11-5. Gostkowski termine la saison régulière avec un bilan de 18 field goals (sur 26 tentés) et 44/46 extra points. Gostkowski est autorisé à rejouer pour la phase finale. Il réussit deux field goals et un extra point lors de la défaite 13 à 20 contre les Ravens de Baltimore lors du tour de wild card. 
Gostkowski n'est pas resigné par les Titans après la saison 2020 et devient agent libre. Il annonce finalement prendre sa retraite de la NFL au cours de la saison 2022, souffrant d'une blessure persistante au genou.

## Statistiques

### NCAA
| Réus.                | Tent.                | %                    | Réus. | Tent. | %  |      |     |     |       |     |
| 2002                 | Tigers de Memphis    | C-USA                | 12    | 09    | 14 | 64,3 | 32  | 37  | 086,5 | 059 |
| 2003                 | Tigers de Memphis    | C-USA                | 13    | 19    | 29 | 65,5 | 44  | 44  | 100,0 | 101 |
| 2004                 | Tigers de Memphis    | C-USA                | 12    | 20    | 24 | 83,3 | 48  | 49  | 098,0 | 108 |
| 2005                 | Tigers de Memphis    | C-USA                | 12    | 22    | 25 | 88,0 | 35  | 35  | 100,0 | 101 |
| Total NCAA / Memphis | Total NCAA / Memphis | Total NCAA / Memphis | 49    | 70    | 92 | 76,1 | 159 | 165 | 096,4 | 369 |

### NFL
| Réus.     | Tent.                              | %   | <20 | 20-29 | 30-39 | 40-49 | 50 et + | + Lg | Réus. | Tent. | %  |     |     |       |       |
| 2006      | Patriots de la Nouvelle-Angleterre | 16  | 20  | 26    | 76,9  | 0     | 11      | 10   | 04    | 1     | 52 | 43  | 44  | 097,7 | 103   |
| 2007      | Patriots de la Nouvelle-Angleterre | 16  | 21  | 24    | 87,5  | 0     | 10      | 09   | 05    | 0     | 45 | 74  | 74  | 100,0 | 137   |
| 2008      | Patriots de la Nouvelle-Angleterre | 16  | 36  | 40    | 90,0  | 0     | 12      | 16   | 11    | 1     | 50 | 40  | 40  | 100,0 | 148   |
| 2009      | Patriots de la Nouvelle-Angleterre | 16  | 26  | 31    | 83,9  | 0     | 07      | 13   | 08    | 3     | 53 | 47  | 47  | 100,0 | 125   |
| 2010      | Patriots de la Nouvelle-Angleterre | 08  | 10  | 13    | 76,9  | 0     | 02      | 07   | 03    | 1     | 43 | 26  | 26  | 100,0 | 056   |
| 2011      | Patriots de la Nouvelle-Angleterre | 16  | 28  | 33    | 84,8  | 1     | 13      | 06   | 11    | 2     | 50 | 59  | 59  | 100,0 | 143   |
| 2012      | Patriots de la Nouvelle-Angleterre | 16  | 29  | 35    | 82,9  | 0     | 08      | 12   | 13    | 2     | 53 | 66  | 66  | 100,0 | 153   |
| 2013      | Patriots de la Nouvelle-Angleterre | 16  | 38  | 41    | 92,7  | 1     | 08      | 13   | 13    | 6     | 54 | 44  | 44  | 100,0 | 158   |
| 2014      | Patriots de la Nouvelle-Angleterre | 16  | 35  | 37    | 94,6  | 1     | 11      | 10   | 12    | 1     | 53 | 51  | 51  | 100,0 | 156   |
| 2015      | Patriots de la Nouvelle-Angleterre | 16  | 33  | 36    | 91,7  | 0     | 06      | 11   | 12    | 4     | 57 | 52  | 52  | 100,0 | 151   |
| 2016      | Patriots de la Nouvelle-Angleterre | 16  | 27  | 32    | 84,4  | 0     | 09      | 07   | 09    | 2     | 53 | 46  | 49  | 093,9 | 127   |
| 2017      | Patriots de la Nouvelle-Angleterre | 16  | 37  | 40    | 92,5  | 0     | 16      | 09   | 08    | 4     | 62 | 45  | 47  | 095,7 | 156   |
| 2018      | Patriots de la Nouvelle-Angleterre | 16  | 27  | 32    | 84,4  | 0     | 11      | 10   | 04    | 2     | 52 | 49  | 50  | 098,0 | 130   |
| 2019      | Patriots de la Nouvelle-Angleterre | 04  | 07  | 08    | 87,5  | 0     | 03      | 03   | 01    | 0     | 41 | 11  | 15  | 073,3 | 032   |
| 2020      | Titans du Tennessee                | 15  | 18  | 26    | 69,2  | 0     | 02      | 04   | 05    | 7     | 55 | 46  | 48  | 095,8 | 100   |
| Total NFL | Total NFL                          | 219 | 392 | 454   | 86,3  | 3     | 124     | 132  | 101   | 32    | 62 | 699 | 712 | 098,2 | 1 875 |

| Réus.     | Tent.                              | %  | <20 | 20-29 | 30-39 | 40-49 | 50 et + | + Lg | Réus. | Tent. | %  |    |    |       |     |
| 2006      | Patriots de la Nouvelle-Angleterre | 3  | 8   | 8     | 100,0 | 0     | 3       | 2    | 2     | 1     | 50 | 09 | 09 | 100,0 | 33  |
| 2007      | Patriots de la Nouvelle-Angleterre | 3  | 1   | 2     | 050,0 | 0     | 0       | 1    | 0     | 0     | 35 | 09 | 09 | 100,0 | 12  |
| 2009      | Patriots de la Nouvelle-Angleterre | 1  | 0   | 1     | 00,0  | 0     | 0       | 0    | 0     | 0     | 0  | 02 | 02 | 100,0 | 02  |
| 2011      | Patriots de la Nouvelle-Angleterre | 3  | 5   | 5     | 100,0 | 0     | 4       | 1    | 0     | 0     | 35 | 10 | 10 | 100,0 | 25  |
| 2012      | Patriots de la Nouvelle-Angleterre | 2  | 4   | 4     | 100,0 | 0     | 1       | 3    | 0     | 0     | 38 | 06 | 06 | 100,0 | 18  |
| 2013      | Patriots de la Nouvelle-Angleterre | 2  | 1   | 1     | 100,0 | 0     | 0       | 0    | 1     | 0     | 47 | 06 | 06 | 100,0 | 09  |
| 2014      | Patriots de la Nouvelle-Angleterre | 3  | 1   | 1     | 100,0 | 0     | 1       | 0    | 0     | 0     | 21 | 15 | 15 | 100,0 | 18  |
| 2015      | Patriots de la Nouvelle-Angleterre | 2  | 4   | 4     | 100,0 | 0     | 0       | 2    | 2     | 0     | 46 | 03 | 04 | 075,0 | 15  |
| 2016      | Patriots de la Nouvelle-Angleterre | 3  | 7   | 7     | 100,0 | 1     | 1       | 2    | 3     | 0     | 47 | 07 | 09 | 077,8 | 28  |
| 2017      | Patriots de la Nouvelle-Angleterre | 3  | 3   | 5     | 060,0 | 0     | 1       | 1    | 1     | 0     | 45 | 11 | 12 | 091,7 | 20  |
| 2018      | Patriots de la Nouvelle-Angleterre | 3  | 5   | 6     | 083,3 | 0     | 1       | 1    | 3     | 0     | 47 | 10 | 10 | 100,0 | 25  |
| 2020      | Titans du Tennessee                | 1  | 2   | 2     | 100,0 | 0     | 1       | 0    | 1     | 0     | 45 | 01 | 01 | 100,0 | 07  |
| Total NFL | Total NFL                          | 29 | 41  | 46    | 089,1 | 1     | 13      | 13   | 13    | 1     | 50 | 89 | 93 | 095,7 | 212 |